# Техпромфинплан
Техпромфинплан предприятия — комплексный текущий план производственной, технической и финансовой деятельности, а также социального развития коллектива промышленного предприятия, конкретизирующий показатели перспективного плана и предусматривающий выполнение плановых заданий с наибольшей эффективностью.

## Определение
По данным БСЭ техпромфинплан предприятия — комплексный текущий (годовой) план производственной, технической и финансовой деятельности, а также социального развития коллектива промышленного предприятия (объединения), конкретизирующий показатели перспективного (пятилетнего) плана и предусматривающий выполнение плановых заданий с наибольшей эффективностью.
По данным «Краткого экономического словаря» за 1987 год, техпромфинплан — развернутый годовой план производственно-технической и финансовой деятельности производственного объединения (предприятия), составленный на основе заданий пятилетнего плана на соответствующий год.

## Методика
Техпромфинплан рассчитывается на основе норм и нормативов использования сырья, материалов, основных производственных фондов, трудовых и денежных ресурсов в целях максимального увеличения выпуска необходимой продукции. Он предусматривает внедрение достижений научно-технического прогресса в производство, мобилизацию имеющихся резервов, осуществление режима экономии, использование хозяйственного расчёта, современных методов управления, рост производительности труда, снижение материалоёмкости продукции, повышение фондоотдачи. В техпромфинплане уточняются и учитываются возможности эффективности производства, выявленные в ходе реализации перспективных планов предприятий (группы предприятий).
Техпромфинплан составляется на год с поквартальной разбивкой исходя из утверждаемой вышестоящими органами системы директивных технико-экономических показателей. Комплексность проявляется в том, что он отражает все стороны деятельности предприятия через систему плановых показателей, а также включает технико-экономическое обоснование к ним и организационно-технические мероприятия, обеспечивающие выполнение плановых заданий (План организационно-технических мероприятий). Обоснование плана технико-экономическими расчётами производится в целях полного использования всех ресурсов предприятия с наибольшей эффективностью исходя из реальных возможностей и задач развития производства.

## Содержание
Единая «Типовая методика разработки техпромфинплана» для всех отраслей промышленности, одобренная Госпланом СССР, выделяла следующие типовые разделы:
1. Сводная таблица основных показателей производственно-хозяйственной деятельности;
2. План производства и реализации продукции;
3. План повышения эффективности производства;
4. Плановые технико-экономические нормативы и нормы;
5. План капитального строительства;
6. План материально-технического снабжения;
7. План по труду и заработной плате;
8. План по прибыли, издержкам и рентабельности производства;
9. План по фондам экономического стимулирования;
10. Финансовый план;
11. План социального развития коллектива предприятия.
12. Охрана природы и рациональное использование природных ресурсов.

Последовательность разделов обусловлена очередностью технологии разработки техпромфинплана. Каждый раздел техпромфинплана состоит из подразделов, включает ряд форм (таблиц).
Сводная таблица «Основные показатели техпромфинплана» содержит обобщающие показатели других разделов, характеризующие все стороны экономического и социального развития предприятия (объединения).
План производства и реализации продукции — это исходные показатели, поскольку от объёма производства и реализации, номенклатуры выпускаемой продукции, её качества зависят, как правило, все остальные технико-экономические показатели.
План повышения эффективности производства предусматривает совершенствование техники, технологии, организации производства и управления в целях экономии материалов, рабочего времени, лучшего использования мощностей.
Производственные плановые показатели лежат в основе финансовой деятельности предприятия.
Финансовый план обобщает производственную деятельность предприятия и отражает планомерное образование и использование финансовых ресурсов.
План социального развития коллектива предприятия — связывает воедино производственно-экономическую деятельность предприятия с мероприятиями социального характера, полностью или частично осуществляемыми за счёт средств предприятия (повышение профессионального и культурного уровня сотрудников, ликвидация трудоёмких процессов в производстве, улучшение жилищных и бытовых условий сотрудников и т. п.).
Все разделы техпромфинплана отражают деятельность предприятия, направлены на оптимизацию её функционирования в целом и отдельных её частей. Каждому разделу техпромфинплана соответствует своя система показателей, в которой различают плановые утверждаемые и расчётные показатели.
Система директивно утверждаемых плановых показателей определяется целями, которые ставятся перед предприятием (группой предприятий). Предприятиям утверждаются:
- по производству — общий объём реализуемой продукции в натуральном выражении, объём продукции высшей категории качества;
- по труду — общий фонд заработной платы, задание по росту производительности труда;
- по финансам — общая сумма прибыли, рентабельность, себестоимость продукции, платежи в бюджет и ассигнования из бюджета;
- по капитальному строительству — общий объём централизованных капитальных вложений, ввод в действие основных фондов и производственных мощностей;
- по внедрению новой техники — задание по освоению производства новых видов продукции и новых технологических процессов, комплексной механизации и автоматизации производства;
- по материально-техническому снабжению — объём поставок предприятию сырья, материалов и оборудования, распределяемых вышестоящими органами.

## Этапы составления
Техпромфинплан составляется в два этапа:
1. предприятие разрабатывает проект плана на основе первоначального варианта директивных показателей и комплексного анализа хозяйственной деятельности за предыдущий период. Вышестоящий хозяйственный орган с участием руководства предприятия рассматривает данный проект, корректирует и утверждает предприятию директивные показатели, вытекающие из государственного плана.
2. производится составление окончательного (уточнённого) варианта техпромфинплана, который утверждается руководителем предприятия и направляется в вышестоящие органы для контроля за исполнением.

На предприятиях или в подразделениях предприятия могут приниматься встречные планы по отдельным показателям, разделам или всему техпромфинплану в целом, что способствует росту эффективности производства, производства дополнительных объёмов продукции.
Для текущего контроля и анализа выполнения техпромфинплана предприятия используется оперативная, бухгалтерская и статистическая информация. Данные о выполнении анализируются плановым и другими отделами. Применение ПО позволяет наряду с получением объективной оценки хода выполнения техпромфинплана предприятия выбрать оптимальные варианты использования ресурсов для достижения максимальных результатов производства. Эта задача решается подсистемой технико-экономического планирования предприятия (группы предприятий).

## Критика
В условиях рыночной экономики российские предприятия вместо техпромфинплана начали использовать бизнес-план.